# 물치로
물치로(Mulchi-ro)는 인천광역시 동구 만석동에 있는 도로로, 총 연장은 0.931 km이다. 도로의 명칭이 유래된 것은 물치도라는 섬 명칭을 인용하여 제명된 것에서 유래되었다.

## 역사
- 도로명 고시 이전 : 작약로로 고시
- 2020년 9월 3일 : 도로명으로 물치로를 고시

## 주요 경유지
- 동구
  - 만석동

## 특이 사항
- 교차, 접촉하는 도로가 전혀 없다.
- 물치도에 설치한 등대 외 다른 시설들이 거의 없다.

## 같이 보기
- 물치도